# 钓鱼台街道 (兴城市)
钓鱼台街道，是中华人民共和国辽宁省葫芦岛市兴城市下辖的一个街道办事处。

## 行政区划
钓鱼台街道下辖以下地区：
海河桥社区、海口社区、黎明社区、钓鱼台村和红石村。